# مدارهای سری و موازی

مدار الکتریکی سری با منبع ولتاژ (مانند باتری) و ۳ مقاومت

اجزاء مدار الکتریکی می‌توانند با چیدمان‌های مختلفی به هم وصل شده‌باشند. ساده‌ترین آن‌ها اتصالات سری و موازی هستند. در اتصال سری قطعات پشت سر هم قرار داده می‌شوند، به‌گونه‌ای که جریان عبوری از همهٔ آن‌ها یکسان خواهد بود. در اتصال موازی ولتاژ اعمال شده به همهٔ اجزای سازنده مدار یکسان خواهد بود. مداری که همهٔ اجزای آن اتصال سری داشته باشند مدار سری و مداری که همهٔ اجزای آن با هم موازی باشند مدار موازی خوانده می‌شود.
در مدار سری جریان همهٔ اجزا یکسان است و مجموع ولتاژهای روی هر جزء با ولتاژ اعمال شده بر کل مدار برابر است. در مقابل در مدار موازی ولتاژ دو سر همهٔ اجزاء یکسان است و جریان کل مدار برابر مجموع جریان هر یک از اجزای مدار خواهد بود.

## مدارهای سری
در مدارهای سری جریان یکسانی از همهٔ اجزای مدار می‌گذرد و تنها یک مسیر برای عبور جریان وجود دارد. در صورت باز شدن یا شکستن مدار در هر نقطه، کل مدار «باز» می‌شود و از کار می‌افتد.

### جریان در مدار سری
در مدار سری جریان همهٔ اجزای مدار برابر است:
{\displaystyle I=I_{1}=I_{2}=\dots =I_{n}}

### مقاومت‌ها

نموداری از چند مقاومت که به صورت سر به سر به هم متصل هستند و جریان عبوری از همه‌شان یکسان است.

مقاومت معادل تعدادی مقاومت سری برابر مجموع مقاومت‌های آن‌ها خواهد بود:
{\displaystyle R_{\mathrm {total} }=R_{1}+R_{2}+\cdots +R_{n}}
با توجه به رابطهٔ متقابل مقاومت الکتریکی و رسانایی الکتریکی، رسانایی کل یک مدار تمام‌مقاومتی به صورت زیر محاسبه می‌شود:
{\displaystyle {\frac {1}{G_{\mathrm {total} }}}={\frac {1}{G_{1}}}+{\frac {1}{G_{2}}}+\cdots +{\frac {1}{G_{n}}}}.
برای حالت خاصی که تنها دو مقاومت با هم موازی شده باشند رسانایی به صورت زیر محاسبه می‌شود:
{\displaystyle G_{total}={\frac {G_{1}G_{2}}{G_{1}+G_{2}}}.}

### سلف‌ها

نموداری از چند سلف با اتصال سر به سر که جریان گذرنده از همگیشان یکسان است.

در القاگرها یا سلف‌ها، القاوری معادل چند سلف سری جفت‌نشده برابر مجموع اندوکتانس هر یک از آن‌هاست:
{\displaystyle L_{\mathrm {total} }=L_{1}+L_{2}+\cdots +L_{n}}
با این وجود در بسیاری از مدارها سلف‌های مجاور بر یکدیگر تأثیر می‌گذارند زیرا میدان مغناطیسی هر یک می‌تواند بر سیم‌پیچ دیگری تأثیرگذار باشد. این تأثیر متقابل را با اندوکتانس متقابل M نمایش می‌دهند. برای مدارهای دارای چندین سلف، اندوکتانس معادل برابر خواهد بود با مجموع اندوکتانس‌های متقابل بین سیم‌پیچ‌های مختلف بعلاوهٔ اندوکتانس متقابل هر سیم‌پیچ با خودش که به آن خودالقاوری یا به صورت ساده‌تر القاوری می‌گوییم. برای نمونه، برای سه سیم‌پیچ، شش القاوری متقابل {\displaystyle M_{12}}، {\displaystyle M_{13}}، {\displaystyle M_{23}} و {\displaystyle M_{21}}، {\displaystyle M_{31}} و {\displaystyle M_{32}} به همراه سه خودالقاوری {\displaystyle M_{11}}، {\displaystyle M_{22}} و {\displaystyle M_{33}} وجود دارد؛ بنابراین:
{\displaystyle L_{\mathrm {total} }=(M_{11}+M_{22}+M_{33})+(M_{12}+M_{13}+M_{23})+(M_{21}+M_{31}+M_{32})}
با توجه به متقابل بودن القاوری‌ها، {\displaystyle M_{ij}} = {\displaystyle M_{ji}}. فرمول بالا برای تعداد بیشتری سلف نیز قابل تعمیم است.

### خازن

نموداری از اتصال سر به سر چند خازن که جریان یکسانی از همهٔ آن‌ها می‌گذرد.

ظرفیت خازنی کل چند خازن سری‌شده برابر معکوس مجموع وارون ضربی ظرفیت خازنی هریک از آن‌هاست:
{\displaystyle {\frac {1}{C_{\mathrm {total} }}}={\frac {1}{C_{1}}}+{\frac {1}{C_{2}}}+\cdots +{\frac {1}{C_{n}}}}.

### کلیدها
دو یا چند کلید که با هم سری شده باشند یک عطف منطقی تشکیل می‌دهند. مدار تنها در صورتی می‌تواند جریان را هدایت کند که همهٔ کلیدها بسته باشند. برای اطلاعات بیشتر دروازهٔ و را ببینید.

### پیل‌ها و باتری‌ها
باتری مجموعه‌ای از پیل‌های الکتروشیمیایی است. ولتاژ معادل پیل‌های سری‌شده برابر مجموع ولتاژ هر یک از آن‌هاست.

## مدارهای موازی
در مدارهای موازی اجزای موازی‌شده دارای ولتاژ یکسانی در دو سر خود هستند و جریان کل با توجه به قانون جریان کیرشهف برابر مجموع جریان‌های هر یک از اجزا است.

### ولتاژ
در مدارهای موازی ولتاژ همهٔ اجزا یکسان است:
{\displaystyle V=V_{1}=V_{2}=\ldots =V_{n}}

### مقاومت‌ها

نموداری از چند مقاومت موازی‌شده.

جریان هر مقاومت را می‌توان با استفاده از قانون اهم به دست آورد. با فاکتور گرفتن از ولتاژ داریم:
{\displaystyle I_{\mathrm {total} }=V\left({\frac {1}{R_{1}}}+{\frac {1}{R_{2}}}+\cdots +{\frac {1}{R_{n}}}\right)}.
مقاومت معادل مدار موازی برابر معکوس حاصل‌جمع وارون ضربی مقاومت‌ها خواهد بود. در این حالت مقاومت معادل همیشه از کوچکترین مقاومت داخل مدار کمتر است.
{\displaystyle {\frac {1}{R_{\mathrm {total} }}}={\frac {1}{R_{1}}}+{\frac {1}{R_{2}}}+\cdots +{\frac {1}{R_{n}}}}.
برای حالتی که تنها دو مقاومت داشته باشیم:
{\displaystyle R_{\mathrm {total} }={\frac {R_{1}R_{2}}{R_{1}+R_{2}}}.}
گاهی برای به خاطر سپردن ساده‌تر، عبارت فوق را «حاصلضرب به روی حاصل جمع» می‌گویند.
تقسیم جریان بین اجزای مقاومتی با اندازهٔ مقاومت‌ها رابطهٔ معکوس دارد:
{\displaystyle {\frac {I_{1}}{I_{2}}}={\frac {R_{2}}{R_{1}}}}.
از آنجایی که رسانایی وارون ضربی مقاومت است داریم:
{\displaystyle {G_{\mathrm {total} }}={G_{1}}+{G_{2}}+\cdots +{G_{n}}}.

### سلف‌ها

نموداری از چند سلف موازی.

القاوری معادل چند سلف موازی‌شده که القای متقابل ندارند از فرمول زیر به دست می‌آید:
{\displaystyle {\frac {1}{L_{\mathrm {total} }}}={\frac {1}{L_{1}}}+{\frac {1}{L_{2}}}+\cdots +{\frac {1}{L_{n}}}}.
اگر دو سلف موازی دارای القای متقابل M باشند آنگاه:
{\displaystyle {\frac {1}{L_{\mathrm {total} }}}={\frac {L_{1}+L_{2}-2M}{L_{1}L_{2}-M^{2}}}}
که اگر {\displaystyle L_{1}=L_{2}}:
{\displaystyle L_{total}={\frac {L+M}{2}}}
مثبت یا منفی بودن {\displaystyle M} بستگی به چگونگی تأثیر سلف‌ها بر یکدیگر دارد. اگر دو سیم‌پیچ یکسان به اندازهٔ کافی جفت‌شده باشند، M تقریباً با L برابر می‌شود و در نتیجه پلاریتهٔ سیم‌پیچ‌ها مخالف هم باشد القاوری معادل دو سیم‌پیچ موازی تقریباً صفر خواهد شد، و در غیر این صورت القاوری معادل برابر القاوری هر سیم‌پیچ به صورت جداگانه خواهد بود. با این وجود اگر سلف‌ها برابر نباشند و سیم‌پیچ‌ها به خوبی با هم جفت شده باشند، امکان دارد هم برای Mهای مثبت و هم برای Mهای منفی شرایطی نظیر اتصال‌کوتاه با جریان‌های چرخشی شدید به وجود آید که ممکن است مشکل‌ساز شود.
اگر تعداد سلف‌ها بیشتر باشد فرمول دچار پیچیدگی‌های بیشتری می‌شود که در این موارد استفاده از روش‌های ماتریسی ساده‌تر است. معادلات مربوط به صورت زیر خواهند بود:
{\displaystyle v_{i}=\sum _{j}L_{i,j}{\frac {di_{j}}{dt}}}

### خازن‌ها

نموداری از چند خازن موازی.

ظرفیت خازنی چند خازن موازی برابر مجموع ظرفیت‌های خازنی هر یک از آن‌ها خواهد بود:
{\displaystyle C_{\mathrm {total} }=C_{1}+C_{2}+\cdots +C_{n}}.

### کلیدها
دو یا چند کلید موازی تشکیل فصل منطقی می‌دهند. مدار در صورتی جریان خواهد داشت که دست کم یکی از کلیدها بسته باشد. برای اطلاعات بیشتر دروازه یا را ببینید.

### پیل‌ها و باتری‌ها
اگر پیل‌های یک باتری با هم موازی شوند، ولتاژ باتری با ولتاژ پیل برابر خواهد شد اما جریانی که توسط هر پیل تأمین می‌شود تنها کسری از جریان کل خواهد بود.